# Borów (gmina)
Borów – gmina wiejska w województwie dolnośląskim, w powiecie strzelińskim. W latach 1975–1998 gmina położona była w województwie wrocławskim.
Siedziba gminy to Borów, gminą partnerską jest Medlov
Według danych z 31 grudnia 2013 gminę zamieszkiwało 5281 osób. Natomiast według danych z 30 czerwca 2020 roku gminę zamieszkiwało 5257 osób.

## Struktura powierzchni i demografia
Według danych z roku 2002 gmina Borów ma obszar 98,66 km², w tym:
- użytki rolne: 86%
- użytki leśne: 5%

Gmina stanowi 15,85% powierzchni powiatu.

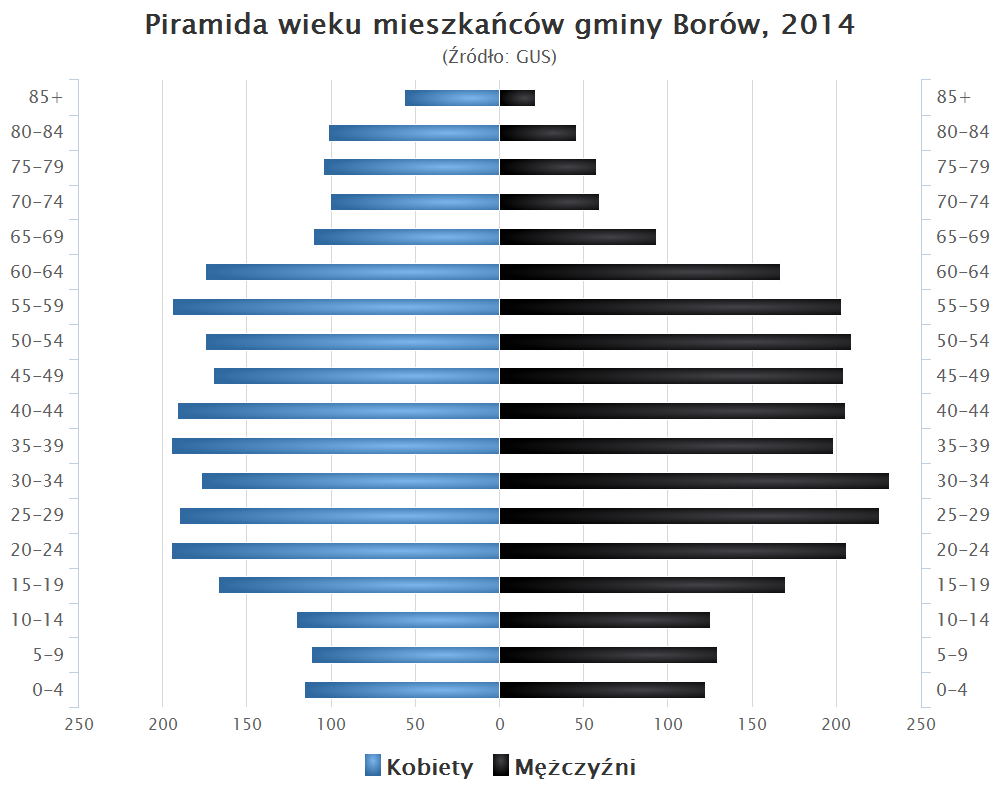
Piramida wieku mieszkańców gminy Borów w 2014 roku

Dane z 31 grudnia 2013
| Opis                              | Ogółem | Ogółem | Kobiety | Kobiety | Mężczyźni | Mężczyźni |
| --------------------------------- | ------ | ------ | ------- | ------- | --------- | --------- |
| jednostka                         | osób   | %      | osób    | %       | osób      | %         |
| populacja                         | 5 281  | 100    | 2 636   | 49,9    | 2 645     | 50,1      |
| gęstość zaludnienia (mieszk./km²) | 53,5   | 53,5   | 26,7    | 26,7    | 26,8      | 26,8      |

## Opis
Przez wschodnią część gminy południkowo przebiega droga wojewódzka nr 395 i linia kolejowa nr 276 (Boreczek). Na niewielkim odcinku droga wojewódzka nr 346 wyznacza granicę administracyjną gminy.
Sąsiednie gminyDomaniów, Jordanów Śląski, Kobierzyce, Kondratowice, Strzelin, Żórawina